# Reese (Michigan)
Pour les articles homonymes, voir Reese.
Reese est un village des comtés de Tuscola et de Saginaw, dans l'État du Michigan, aux États-Unis. En 2020, il comptait une population de 1 261 habitants.